# Йозеф Рассельнберг
Йозеф Рассельнберг (нім. Josef Rasselnberg, 18 грудня 1912, Дюссельдорф — 9 лютого 2005) — німецький футболіст, що грав на позиції нападника, зокрема за національну збірну Німеччини. Згодом — тренер.

## Клубна кар'єра
У дорослому футболі дебютував 1930 року виступами за команду «Бенрат», в якій провів сім сезонів. 
1937 року перейшов до «Айнтрахта» (Бад-Кройцнах), за який выступав до 1950 року.

## Виступи за збірну
1933 року дебютував в офіційних матчах у складі національної збірної Німеччини. Протягом кар'єри у національній команді, яка тривала 3 роки, провів у її формі 9 матчів. Загалом за збірну забив 8 голів, половина з яких припала на гру відбору на чемпіонат світу 1934 року проти збірної Люксембургу, в якій Рассельнберг забив чотири з дев'яти м'ячів своєї команди. Німецька команда кваліфікувалася на світову першість 1934 року, проте до її заявки на цей турнір Рассельнберг не потрапив.

## Кар'єра тренера
Завершивши ігрову кар'єру, залишився у клубі «Айнтрахт» (Бад-Кройцнах), в якому протягом 1951–1961 років працював головним тренером. Згодом протягом частини 1961 року тренував «Армінію» (Білефельд).
Помер 9 лютого 2005 року на 93-му році життя.